# اربط شريط أصفر حول شجرة البلوط القديمة (أغنية)
اربط شريط أصفر حول شجرة البلوط القديمة (بالإنجليزية: Tie a Yellow Ribbon Round the Ole Oak Tree)‏ هي أغنية سجلها «توني أورلاندو ودون». كتبها إروين ليفين، وراسل براون وأنتجها هانك ميدرس وديف أبيل، بدعم من شركتي «موتاون / ستاكس»، وقام بدعم الغناء المطربة تيلما هوبكنز وجويس فينسينت ويلسون وشقيقتها باميلا فينسنت. حققت الأغنية نجاحًا عالميًا في عام 1973.
صعدت الأغنية المنفردة إلى المراكز العشرة الأولى في عشرة بلدان، في ثمانية منها احتلت المركز الأول، كما صعدت إلى المركز الأول في كل من قوائم أفضل الأغاني في الولايات المتحدة والمملكة المتحدة لمدة أربعة أسابيع في أبريل 1973، والمركز الأول على القوائم الأسترالية لمدة سبعة أسابيع من مايو إلى يوليو 1973 والمركز الأول على القوائم في نيوزيلندا لمدة عشرة أسابيع من يونيو إلى أغسطس 1973. كانت الأغنية الأكثر مبيعًا في عام 1973 في كل من الولايات المتحدة والمملكة المتحدة.
صنفت مجلة بيلبورد الأغنية في عام 2008، على أنها الأغنية رقم 37 في قائمة المائة أغنية الأفضل على الإطلاق في  احتفالًا بالذكرى الخمسين لصدورها، والذكرى الستين عام 2018، ولا تزال الأغنية في المرتبة 46 في قائمة أفضل 50 أغنية.

## نسخ أخرى للأغنية
قام عدد من الفنانين يزيد عن 120 بتسجيل نسخهم الخاصة من الأغنية، وكان أكثرهم تميزاً: جوني كارفر وتصدرت نسخته قمة قائمة أفضل الأغاني في كنداأيضاً بنج كروسبي،بيري كومو في ألبومه «وأحبك كثيراً»

## كلمات الأغنية
أنا عائد للبيت، لقد قضيت مدتي I'm comin' home, I've done my time
الآن علي أن أعرف ما هو لي وما هو ليس لي Now I've got to know what is and isn't mine
إذا تلقيت رسالتي أخبرك أنني سأكون حرا قريبًا If you received my letter telling you I'd soon be free
تعرفِ ما يجب فعله إذا كنت لا تزال تريدني Then you'll know just what to do, if you still want me
إذا كنت لا زلتِ تريدني If you still want me
اربط شريطًا أصفر حول شجرة البلوط القديمة Whoa, tie a yellow ribbon 'round the ole oak tree
لقد مرت ثلاث سنوات طويلة، هل ما زلت تريدني It's been three long years, do you still want me
إذا لم أرى شريطًا حول شجرة البلوط القديمة If I don't see a ribbon round the ole oak tree
سأبقى في الحافلة، أنسى أمرنا، ألقي اللوم على نفسي I'll stay on the bus, forget about us, put the blame on me
إذا لم أرى شريطًا أصفر حول شجرة البلوط القديمة If I don't see a yellow ribbon 'round the ole oak tree
سائق الحافلة، من فضلك راعيني Bus driver, please look for me
لأنني لا أتحمل رؤية ما قد أراه 'Cause I couldn't bear to see what I might see
ما زلت حقًا في السجن وحبيبتي، هي من تحمل المفتاح I'm really still in prison and my love, she holds the key
شريط أصفر بسيط هو ما أحتاجه ليحررني A simple yellow ribbon's what I need to set me free
لقد كتبت وأخبرتها من فضلكِ And I wrote and told her please
الآن الحافلة اللعينة بأكملها تفرح ولا أصدق أنني أرى Now the whole damned bus is cheerin' and I can't believe I see
مائة شريط أصفر حول شجرة البلوط القديمة A hundred yellow ribbons round the ole oak tree
أنا عائد إلى بيتي I'm comin' home

## وصلات خارجية
https://www.youtube.com/watch?v=4qnxHhDZfA8